# Juan Ramón Silva
Juan Ramón Silva (Paso de los Toros, Uruguay; 5 de agosto de 1948) es un exfutbolista y entrenador uruguayo. Actualmente, es director técnico del equipo ecuatoriano "Liga Deportiva de Cuenca".

## Trayectoria

### Como futbolista
Silva formó parte del plantel de Peñarol de Montevideo en la Primera División de Uruguay entre 1972 y 1977. Con los Aurinegros ganó el campeonato uruguayo en 1973, 1974 y 1975, así como el Trofeo Teresa Herrera en 1974. Además, el club montevideano se adjudicó la Liguilla Pre-Libertadores en 1974, 1975 y 1977 durante su permanencia. Posteriormente, Silva se trasladó a Ecuador, donde jugó entre 1977 y 1981 en la Universidad Católica de Quito. En 1981 también jugó en Colombia con el Independiente Medellín. Sus últimos clubes fueron el CS Emelec entre 1982 y 1983, y el 9 de Octubre Fútbol Club en 1984.

## Selección nacional
Fue internacional con la selección de fútbol de Uruguay en trece ocasiones y marcó un gol. Disputó la Copa Mundial de Fútbol de 1974, realizada en Alemania.

### Participaciones en Copas del Mundo
| Mundial                        | Sede     | Resultado    |
| ------------------------------ | -------- | ------------ |
| Copa Mundial de Fútbol de 1974 | Alemania | Primera fase |

## Clubes

### Como futbolista
| Club                   | País     | Año       |
| ---------------------- | -------- | --------- |
| River Plate            | Uruguay  | 1965-1968 |
| Peñarol                | Uruguay  | 1969-1976 |
| Universidad Católica   | Ecuador  | 1977-1980 |
| Independiente Medellín | Colombia | 1981      |
| Emelec                 | Ecuador  | 1982-1983 |
| Nueve de Octubre       | Ecuador  | 1984      |

### Como entrenador
| Club                     | País    | Año       |
| ------------------------ | ------- | --------- |
| River Plate              | Uruguay | 1987      |
| Emelec                   | Ecuador | 1988-1989 |
| Universidad Católica     | Ecuador | 1991      |
| Valdez                   | Ecuador | 1992      |
| Deportivo Cuenca         | Ecuador | 1993      |
| Alianza Atlético         | Perú    | 1995      |
| Olmedo                   | Ecuador | 1997      |
| Aucas                    | Ecuador | 1998-1999 |
| Emelec                   | Ecuador | 2000      |
| Deportivo Quito          | Ecuador | 2003      |
| Emelec                   | Ecuador | 2008      |
| Emelec                   | Ecuador | 2011      |
| Aucas                    | Ecuador | 2014-2015 |
| Liga de Portoviejo       | Ecuador | 2015      |
| Deportivo Cuenca         | Ecuador | 2018      |
| Liga Deportiva de Cuenca | Ecuador | 2022      |

## Palmarés

### Como futbolista
| Título              | Club                   | País     | Año  |
| ------------------- | ---------------------- | -------- | ---- |
| Campeonato uruguayo | Peñarol                | Uruguay  | 1967 |
| Campeonato uruguayo | Peñarol                | Uruguay  | 1968 |
| Campeonato uruguayo | Peñarol                | Uruguay  | 1973 |
| Campeonato uruguayo | Peñarol                | Uruguay  | 1974 |
| Campeonato uruguayo | Peñarol                | Uruguay  | 1975 |
| Copa Colombia       | Independiente Medellín | Colombia | 1981 |

### Como entrenador
| Título                   | Club   | País    | Año  |
| ------------------------ | ------ | ------- | ---- |
| Campeonato ecuatoriano   | Emelec | Ecuador | 1988 |
| Campeonato ecuatoriano B | Aucas  | Ecuador | 2014 |